# Elvis Presley (album)
Elvis Presley je první studiové album amerického zpěváka Elvise Presleyho, vydané v březnu roku 1956 prostřednictvím hudebního vydavatelství RCA Victor. Obsahuje nahrávky, které vznikaly v letech 1954 až 1956. V žebříčku Billboard 200 se album umístilo na první příčce. V roce 2011 album získalo platinovou desku od Recording Industry Association of America. Byl o něm natočen dokument v rámci série Classic Albums.

## Seznam skladeb
| Pořadí | Název                                       | Autor                                     | Délka |
| ------ | ------------------------------------------- | ----------------------------------------- | ----- |
| 1.     | Blue Suede Shoes                            | Carl Perkins                              | 2:00  |
| 2.     | I'm Counting On You                         | Don Robertson                             | 2:25  |
| 3.     | I Got a Woman                               | Ray Charles, Renald Richard               | 2:25  |
| 4.     | One-Sided Love Affair                       | Bill Campbell                             | 2:11  |
| 5.     | I Love You Because                          | Leon Payne                                | 2:43  |
| 6.     | Just Because                                | Bob Shelton, Joe Shelton, Sydney Robin    | 2:34  |
| 7.     | Tutti Frutti                                | Dorothy LaBostrie, Richard Wayne Penniman | 1:59  |
| 8.     | Tryin' to Get to You                        | Rose Marie McCoy, Charles Singleton       | 2:31  |
| 9.     | I'm Gonna Sit Right Down and Cry (Over You) | Howard Biggs, Joe Thomas                  | 2:01  |
| 10.    | I'll Never Let You Go (Little Darlin')      | Jimmy Wakely                              | 2:24  |
| 11.    | Blue Moon                                   | Richard Rodgers, Lorenz Hart              | 2:40  |
| 12.    | Money Honey                                 | Jesse Stone                               | 2:36  |

## Obsazení
- Elvis Presley – zpěv, akustická kytara, klavír
- Scotty Moore – elektrická kytara
- Chet Atkins – akustická kytara
- Floyd Cramer – klavír
- Shorty Long – klavír
- Bill Black – kontrabas
- D. J. Fontana – bicí
- Johnny Bernero – bicí
- Gordon Stoker – doprovodné vokály
- Ben Speer – doprovodné vokály
- Brock Speer – doprovodné vokály